# 1460 en santé et médecine
| Années de la santé et de la médecine : 1457 - 1458 - 1459 - 1460 - 1461 - 1462 - 1463    |
| Décennies de la santé et de la médecine : 1430 - 1440 - 1450 - 1460 - 1470 - 1480 - 1490 |

Cet article présente les faits marquants de l'année 1460 en santé et médecine.

## Événements
- Fondation à Madrid par Pedro Fernández de Lorca, secrétaire des rois de Castille Jean II et Henri IV, de l'hôpital Sainte-Catherine de los Donados (es) d'abord destiné à accueillir d'anciens frères lais du monastère Saint-Jérôme-le-Royal, réservé par la suite aux aveugles, et qui fonctionnera jusqu'à la fin du XIXe siècle[1],[2].
- 1460-1461 : fondation à Nantes, par le pape Pie II et par François II, duc de Bretagne, d'une université qui comprend dès l'origine les cinq facultés, dont celle de médecine[3].

- 1460-1461 : sous le règne du shogun Ashikaga Yoshimasa, grande famine à Kyoto et dans l'Est du Japon, « la plus terrible du siècle[4] ».

## Personnalité
- 1446-1460 : fl. Barthélemy Montagnana, professeur de médecine à Padoue[5].

## Naissances
- Vers 1460 : Marc-Antoine Zimara (mort en 1532), philosophe et médecin italien, professeur à Padoue et à Naples, commentateur d'Aristote et d'Averroès[6].
- Vers 1460 : Guillaume Cop (mort en 1532), humaniste, médecin de Louis XII et Premier médecin de François Ier[7],[8].
- Vers 1460 : Thomas Linacre (mort en 1524), helléniste et médecin anglais, reçu docteur en médecine à Padoue, collaborateur de l'édition princeps du texte grec d'Aristote, professeur à Oxford[9].
- Vers 1460 : Louis Saporta (mort en 1543), médecin du roi de France Charles VIII[10].
- Entre 1437 et 1460 : Jérôme Münzer (mort en 1508), médecin et voyageur allemand[11].

## Décès
- 31 mars : Heinrich Laufenberg (de)[12] (né entre 1391 et 1399), auteur en 1429 d'un Régime de santé[13] qui jouira d'une grande popularité jusqu'à la fin du XVIIe siècle[14].
- 12 novembre : Pierre Crapillet (né à une date inconnue), directeur de l'hôpital du Saint-Esprit de Dijon, en Bourgogne, familier de Philippe le Bon[15].
- 1459 ou 1460 : Jean Lengrenois (né à une date inconnue), professeur de médecine à Paris[16].